# Ellis Burks
Ellis Rena Burks (Vicksburg, Misisipi, 11 de septiembre de 1964), más conocido como Ellis Burks, es un exjugador profesional estadounidense de béisbol que se desempeñó en la posición de jardinero central en las Grandes Ligas de Béisbol (MLB). Logró obtener un Guante de Oro.

## Carrera
Burks jugó como profesional seis temporadas en Boston Red Sox (1987-1992), después pasó por varios equipos, Chicago White Sox (1993), Colorado Rockies (1994-1998), San Francisco Giants (1998-2000), Cleveland Indians (2001-2003), y finalmente, se unió a Boston Red Sox, donde jugó una temporada (2004), y fue el equipo en el que se retiró.

## Premios
Fue galardonado con el Guante de Oro en una oportunidad (1990).